# Hocus Pocus (canción)

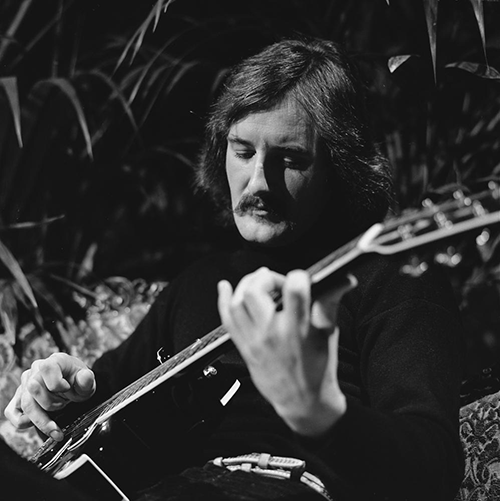
Jan Akkerman en plena actuación

«Hocus Pocus» es un tema instrumental de Moving Waves (1971), segundo álbum del grupo holandés de rock progresivo Focus. 
Fue escrito por Jan Akkerman y Thijs van Leer y llegó al número 9 en los Estados Unidos y al número 20 en el Reino Unido. El álbum Moving Waves llegó al puesto número 2 en el Reino Unido.